# Stéfi Celma

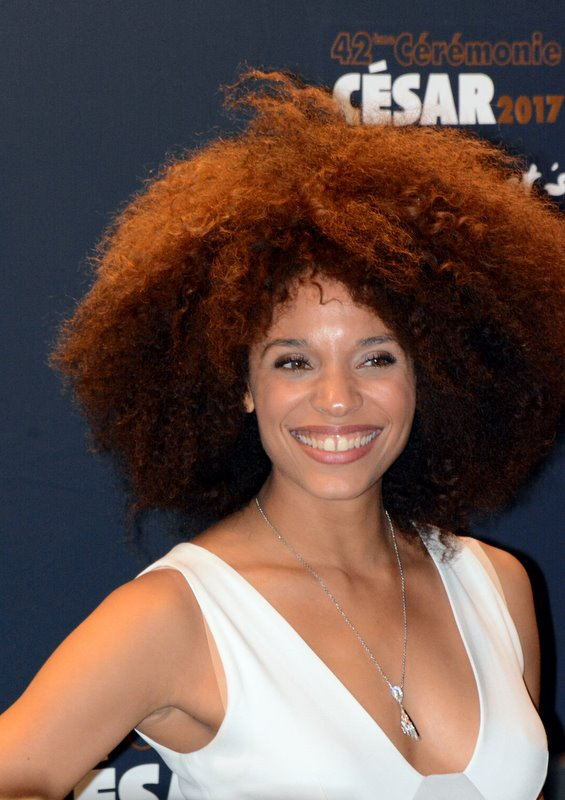
Stéfi Celma

Stéfi Celma (* 9. Oktober 1986 in Paris) ist eine französische Theater- und Filmschauspielerin.

## Leben
Stéfi Celmas Eltern stammen von der Insel Martinique. 2005 veröffentlichte sie als Sängerin das Album Ce Qu’il y A En Moi. Zu dieser Zeit wurde sie als Musical-Darstellerin tätig. Sie wurde dann als Schauspielerin in einer Reihe von Komödien besetzt und wurde so landesweit bekannt. Ab 2015 spielte sie „Sofia Leprince“ in der Serie Call My Agent!.

## Filmografie (Auswahl)
- 2009: Seconde Chance (Fernsehserie, 10 Folgen)
- 2011: Case départ
- 2013: School Camp – Fies gegen mies (Les Profs)
- 2015: Les Profs 2
- 2015: Antigang
- 2015–2020: Call My Agent! (Dix pour cent, Fernsehserie, 24 Folgen)
- 2017: Les Ex
- 2018: In sicheren Händen (Pupille)
- 2019: Happy Times – Ein blutiges Fest (Happy Times)
- 2020: Miss Beautiful (Miss)
- 2020: Verirrte Kugel (Balle perdue)
- 2020: Einfach schwarz (Tout simplement noir)
- 2020: Boutchou
- 2021: Verirrte Kugel 2 (Balle perdue 2)
- 2022: The Magic Flute – Das Vermächtnis der Zauberflöte
- 2024: Nice Girls – Einsatz in Nizza
- 2025: Verirrte Kugel 3 (Balle perdue 3)